# Loe van Belle
Pour les articles homonymes, voir Van Belle.
Loe van Belle, né le 14 janvier 2002 à Zoetermeer est un coureur cycliste professionnel néerlandais.

## Biographie
Loe van Belle vient d'une famille passionnée de cyclisme. Il est le frère de Lisa van Belle et de Bas van Belle, tous deux également coureurs cyclistes.
Il commence sa carrière au sein de l'équipe continentale Jumbo-Visma Development, de 2021 à 2023. Pour 2024, l'équipe Jumbo-Visma lui fait signer un contrat professionnel pour les 2 années suivantes,.

## Palmarès sur route

### Par années
- 2019
  - 2e du Circuit des régions flamandes
- 2020
  -  Champion des Pays-Bas du contre-la-montre juniors
- 2021
  - 1re étape du Flanders Tomorrow Tour
  - 2e étape du Tour du Pays de Montbéliard[3]
  - 1re étape du Tour Alsace (contre-la-montre par équipes)
- 2022
  - Prologue du Tour de l'Avenir (contre-la-montre par équipes)[4]
  - 2e du championnat des Pays-Bas sur route espoirs
- 2023
  - 3e du Giro del Belvedere
  - 3e de Ster van Zwolle

### Classements mondiaux
| Année                                 | 2021  | 2022 | 2023 | 2024  |
| ------------------------------------- | ----- | ---- | ---- | ----- |
| Classement mondial                    | 1182e | 818e | 972e | 1429e |
| UCI Europe Tour                       | 865e  | 616e | nc   | nc    |
|                                       |       |      |      |       |
| Légende : nc = non classéSource : UCI |       |      |      |       |

## Palmarès sur piste

### Championnats d'Europe
| Édition / Épreuve                 | Scratch | Omnium |
| Fiorenzuola d'Arda 2020 (juniors) | Or      | Or     |